# My First Story
My First Story (estilizado como MY FIRST STORY) é uma banda de rock japonesa de Shibuya, Tóquio. Formada em 2011, a banda é atualmente composta pelo vocalista Hiroki Moriuchi, o guitarrista Teruki Nishizawa, o baixista Nobuaki Katō e o baterista Shōhei Sasaki.
A banda foi responsável por alguns temas de séries, filmes, animes e jogos.

## História
MY FIRST STORY surgiu a partir de um projeto de seu produtor, Nori.
Nori trabalhava com uma banda chamada fromus e acabou convencendo alguns de seus membros, Sho, Nob e Masack a participarem do projeto. O produtor havia conhecido Hiro há pouco tempo e o escolheu para ser o vocalista.
Durante os ensaios, a banda percebeu a necessidade de mais um guitarrista, então convidaram Teru por indicação do Hiro. Os dois eram colegas de escola e já haviam tentado formar uma banda no passado.
No final de 2011 MY FIRST STORY e fromus fizeram sua estreia.
Devido à algumas circunstâncias MY FIRST STORY acabou sendo mais fácil de administrar e tomou proporções maiores. Apesar disso fromus nunca anunciou seu término.
Em 04 de Abril de 2012 a banda lançou seu primeiro álbum, intitulado "MY FIRST STORY ".
O grupo continuou suas atividades lançando mais dois álbuns, quatro singles, fazendo colaborações, turnês e participando de diversos festivais. Inclusive a canção "Fukagyaku Replace", publicada em 2014, foi escolhida como encerramento do anime Nobunaga Concerto. 
A formação original manteve-se até 2016, quando Masack anunciou sua saída (sendo substituído por Kid'z em 03 de Março) e Sho entrou em hiatus.
Apesar do afastamento, Sho, ainda é um membro da banda. Ele participa de alguns shows e trabalha na produção das músicas.
Neste mesmo ano, MY FIRST STORY lançou seu quarto álbum, "ANTITHESE", e realizou a "We're Just Waiting 4 You Tour 2016".  Essa foi a maior turnê do grupo até então e teve seu encerramento no Nippon Budokan. Os ingressos se esgotaram em apenas cinco minutos.
Em Janeiro de 2017 a música "Smash Out!!" do álbum "ANTITHESE" tornou-se parte da trilha sonora do filme "Shinjuku Swan".
Em Julho de 2017 MY FIRST STORY lançou seu primeiro mini álbum chamado "ALL LEAD TRACKS". A faixa "REVIVER" é tema do jogo de celular Hortensia Saga, desenvolvido pela Sega, e a música "LET IT DIE" é tema de um jogo de mesmo nome.
No final deste ano a banda publicou completamente de surpresa mais um mini álbum, "ALL SECRET TRACKS". A música "Kimi no inai yoru o koete" foi escolhida como abertura da série Ochanomizu Rock. Além disso, Sho trabalhou na trilha sonora do drama.
Em 23 de Dezembro de 2017, a MY FIRST STORY realizou o show de encerramento de sua turnê (MMA TOUR 2017) no Makuhari Messe. A banda dividiu o palco com uma orquesta e a partir dessa apresentação foram lançados um DVD e um EP no ano seguinte. 
Em Julho de 2018 o grupo lançou um novo single chamado "ACCIDENT".
Pouco tempo após o lançamento de seu último single, a MY FIRST STORY lançou seu quinto álbum de estúdio, o  "S・S・S", em Outubro de 2018. 
O CD foi um sucesso e conseguiu alcançar o primeiro lugar no Oricon, um dos mais importantes charts japoneses.
Em 05 de Dezembro de 2018 a cantora Sayuri e a MY FIRST STORY lançaram um single juntos intitulado "Reimei". A música é o segundo tema de abertura do anime Golden Kamui.
Para finalizar a turnê referente ao último álbum, a MY FIRST STORY deu um espetáculo no Yokohama Arena durante 2 dias em janeiro de 2019. As apresentações tiveram setlists completamente diferentes e contaram com a participação especial de Aina do grupo BiSH (1º dia) e Sayuri (2º dia).
Em abril deste mesmo ano a banda anunciou um projeto de novos lançamentos durante três meses consecutivos. A intenção do grupo era lançar em maio o DVD de sua apresentação no Yokohama Arena, em junho um EP com músicas acústicas e um single em julho.
Infelizmente houve problemas técnicos com o lançamento do mini-álbum acústico e sua estréia teve que ser adiada de 26 de junho para 03 de julho. Ademais o EP também sofreu alterações em seu nome que passou de "THE UNPLUGGED" para "THE PLUGLESS" na versão final.
No dia 04 de Julho de 2019 foi lançado o single "KING & ASHLEY", composto especialmente para série animada de Kengan Ashura do Netflix. 
Logo em seu dia de estreia a música ficou em primeiro lugar na categoria rock e décimo nos charts gerais do iTunes Japonês.

## Integrantes
| MY FIRST STORY | MY FIRST STORY     | MY FIRST STORY                  | MY FIRST STORY      | MY FIRST STORY      |
| Nome Artístico | Nome de Nascimento | Data de Nascimento              | Local de Nascimento | Posição na banda    |
| -------------- | ------------------ | ------------------------------- | ------------------- | ------------------- |
| Hiro           | Hiroki Moriuchi    | 25 de janeiro de 1994 (31 anos) | Tóquio              | Vocalista           |
| Nob            | Nobuaki Katou      | 14 de outubro de 1984 (40 anos) | Saitama             | Baixista            |
| Teru           | Teruki Nishizawa   | 28 de maio de 1992 (32 anos)    | Kanagawa            | Guitarrista         |
| Kid'z          | Shohei Sasaki      | 27 de julho de 1992 (32 anos)   | Aichi               | Baterista           |
| Membro inativo |                    |                                 |                     |                     |
| Sho            | Sho Tsuchiya       | 28 de março de 1984 (40 anos)   | Tóquio              | Guitarrista e Líder |
| Ex-integrante  |                    |                                 |                     |                     |
| Masack         | Masaki Kojima      | 03 de janeiro de 1988 (37 anos) | Tóquio              | Baterista           |

## Discografia

### Álbuns
| Título                       | Detalhes                                                                                          | Melhores posições | Vendas |
| Título                       | Detalhes                                                                                          | JAP               | Vendas |
| ---------------------------- | ------------------------------------------------------------------------------------------------- | ----------------- | ------ |
| My First Story               | - Lançamento: 4 de abril de 2012 - Gravadora: Intact Records - Formatos: CD, download digital     | 26                | —      |
| The Story Is My Life         | - Lançamento: 6 de fevereiro de 2013 - Gravadora: Intact Records - Formatos: CD, download digital | 15                | —      |
| Kyogen Neurose (虚言Neurose) | - Lançamento: 29 de outubro de 2014 - Gravadora: Intact Records - Formatos: CD, download digital  | 14                | —      |
| Antithese                    | - Lançamento: 29 de junho de 2016 - Gravadora: Intact Records - Formatos: CD, download digital    | 4                 | 18,924 |
| All Lead Tracks              | - Lançamento: 19 de julho de 2017 - Gravadora: Intact Records - Formatos: CD, download digital    | 6                 | —      |
| All Secret Tracks            | - Lançamento: 13 de dezembro de 2017 - Gravadora: Intact Records - Formatos: CD, download digital | 22                | —      |
| The Premium Symphony         | - Lançamento: 28 de março de 2018 - Gravadora: Intact Records - Formato: CD                       | 24                | —      |
| S·S·S                        | - Lançamento: 17 de outubro de 2018 - Gravadora: Intact Records - Formatos: CD, download digital  | 4                 | 18,723 |
| The Plugless                 | - Lançamento: 3 de julho de 2019 - Gravadora: Intact Records - Formatos: CD, download digital     | 20                | 3,450  |
| V                            | - Lançamento: 12 de agosto de 2020 - Gravadora: Intact Records - Formatos: CD, download digital   | 2                 |        |

### Singles
| Título                                                          | Ano  | Melhores posições | Melhores posições | Álbum                |
| Título                                                          | Ano  | JAP Oricon        | JAP Billboard     | Álbum                |
| --------------------------------------------------------------- | ---- | ----------------- | ----------------- | -------------------- |
| "Saishūkai STORY" (最終回STORY The Last Round Story)            | 2013 | 15                | 51                | Lançamento sem álbum |
| "Black Rail"                                                    | 2014 | 18                | —                 | Kyogen Neurose       |
| "Fukyagaku Replace" (不可逆リプレイス Irreversible Replacement) | 2014 | 15                | 47                | Antithese            |
| "Alone"                                                         | 2015 | 15                | 32                | Antithese            |
| "We're Just Waiting 4 You"                                      | 2016 | —                 | —                 | Lançamento sem álbum |
| "Merry Christmas"                                               | 2017 | —                 | —                 | Lançamento sem álbum |
| "Accident"                                                      | 2018 | 15                | 60                | S·S·S                |
| "Mukoku" (無告 Helpless)                                        | 2019 | 16                | —                 | Por anunciar         |
| "Identity" (アイデンティティー)                                 | 2019 |                   |                   | Por anunciar         |
| "1,000,000 Times"                                               | 2020 | —                 | —                 | Por anunciar         |

### DVD /Blu-ray
| Título                                                                             | Detalhes                                                                                       | Melhores posições |
| Título                                                                             | Detalhes                                                                                       | JAP               |
| ---------------------------------------------------------------------------------- | ---------------------------------------------------------------------------------------------- | ----------------- |
| The Ending of the Beginning Tour Final one man show at Ebisu Liquidroom            | - Lançamento: 5 de fevereiro de 2014 - Gravadora: Intact Records - Formato: DVD                | 7                 |
| Boneds Tour Movie                                                                  | - Lançamento: 21 de maio de 2014 - Gravadora: Intact Records - Formato: DVD                    | 24                |
| Itsuwari Neurose Tour Final at Shinkiba Studio Coast                               | - Lançamento: 27 de maio de 2015 - Gravadora: Intact Records - Formatos: download digital, DVD | 6                 |
| We're Just Waiting 4 You Tour 2016 Final at Budokan                                | - Lançamento: 12 de abril de 2017 - Gravadora: Intact Records - Formatos: BD, DVD              | 13 (BD) 4 (DVD)   |
| 虚言NOBROSE Special (Kyogen NOBROSE Special)                                       | - Lançamento: 12 de abril de 2017 - Gravadora: Intact Records - Formato: DVD                   | 10                |
| My First Story Documentary Film ―全心― (My First Story Documentary Film -Zenshin-) | - Lançamento: 21 de junho de 2017 - Gravadora: Toho - Formatos: BD, download digital, DVD      | 25 (BD) 23 (DVD)  |
| “MMA” Tour 2017 Final One Man Show ”The Premium Symphony                           | - Lançamento: 23 de maio de 2018 - Gravadora: Intact Records - Formato: DVD                    | 5                 |

### Covers
| Ano  | Canção                                    | Artista original                               | Artista        | Lançado em                                                  |
| ---- | ----------------------------------------- | ---------------------------------------------- | -------------- | ----------------------------------------------------------- |
| 2014 | "We Are Never Ever Getting Back Together" | Taylor Swift                                   | My First Story | "Fukyagaku Replace" (不可逆リプレイス) single               |
| 2017 | "See You Again"                           | Wiz Khalifa (com participação de Charlie Puth) | Hiro           | - JMSTV1 Official YouTube channel - All Secret Tracks album |
| 2018 | "Mikazuki" (ミカヅキ)                     | Sayuri                                         | Hiro           | "Dawn" (レイメイ Reimei) single                             |

## Vídeos musicais
| Anor | Canção                                                     | Diretor(es)    |
| ---- | ---------------------------------------------------------- | -------------- |
| 2012 | "Second Limit"                                             | Maxilla        |
| 2012 | "Take it Back!!"                                           | Kimura Kazuaki |
| 2013 | "The Story Is My Life"                                     | Maxilla        |
| 2013 | "The Reason"                                               | Desconhecido   |
| 2013 | "Saishūkai Story" (最終回Story The Last Round Story)       | Maxilla        |
| 2014 | "Fake"                                                     | Kanaria        |
| 2014 | "Black Rail"                                               | Kanaria        |
| 2014 | "Fukyagaku Replace" (不可逆リプレイス Fukyagaku Ripureisu) | Kanaria        |
| 2014 | "Kyogen Neurose" (虚言Neurose)                             | Kanaria        |
| 2014 | "Someday"                                                  | Kanaria        |
| 2015 | "Child-error"                                              | Kanaria        |
| 2015 | "Shissō Flame" (失踪Flame Disappearance Flame)             | Kei Ikeda      |
| 2015 | "Alone"                                                    | Kei Ikeda      |
| 2016 | "Missing You"                                              | Kei Ikeda      |
| 2016 | "Last Call"                                                | Desconhecido   |
| 2017 | "Reviver"                                                  | Desconhecido   |
| 2017 | "Let It Die"                                               | Desconhecido   |
| 2018 | "Accident (Trailer)"                                       | Desconhecido   |
| 2018 | "Winner"                                                   | Desconhecido   |
| 2019 | "Mukoku" (無告 Helpless)                                   | Desconhecido   |

### Participações em vídeos musicais
| Ano  | Canção                                                | Álbum                | Artista     | Notes                                               |
| ---- | ----------------------------------------------------- | -------------------- | ----------- | --------------------------------------------------- |
| 2013 | "Savior of Song" (com participação de My First Story) | Rock on.             | nano        | Tema de abertura do anime Arpeggio of Blue Steel.   |
| 2014 | "Sink Like a Stone" (com participação de Hiro)        | Circles              | Swanky Dank |                                                     |
| 2018 | "Dawn" (レイメイ Reimei) (com My First Story)         | Lançamento sem álbum | Sayuri      | Tema de abertura do anime Golden Kamuy temporada 2. |